# Tofieldiàcies
Tofieldiaceae és una família de plantes amb flors monocotiledònies dins l'orde Alismatales. Té 4 gèneres amb un total de 20 o 21 espècies. Són plantes herbàcies petites la majoria viuen a les regions àrtiques o subàrtiques però algunes ho fan més al sud i un gènere és endèmic del nord d'Amèrica del Sud i Florida. Tofieldia pusilla de vegades fa de planta ornamental.
El botànic William Hudson (1730-1793) li va donar el nom de Tofieldia al gènere en honor del botànic Thomas Tofield (1730–1779). Armèn Takhtadjan va establir-la com família de plantes el 1995.

## Gèneres
- Harperocallis McDaniel
- Pleea Michx.
- Tofieldia Huds.
- Triantha (Nutt.) Baker